# جونيور والش
جونيور والش (بالإنجليزية: Junior Walsh)‏ هو لاعب كرة قاعدة أمريكي، ولد في 7 مارس 1919 في نيوآرك في الولايات المتحدة، وتوفي في 12 نوفمبر 1990 في أوليفانت في الولايات المتحدة.

## وصلات خارجية
- جونيور والش على موقع دوري كرة القاعدة الرئيسي (الإنجليزية)
- جونيور والش على موقعبيزبول رفرنس.كوم (الدوري الرئيسي) (الإنجليزية)
- جونيور والش على موقعبيزبول رفرنس.كوم (الدوري الثانوي) (الإنجليزية)